# Jordan Tripp
Jordan Tripp (Missoula, 3 aprile 1991) è un giocatore di football americano statunitense che gioca nel ruolo di linebacker per i Green Bay Packers della National Football League (NFL). Fu scelto nel corso del quinto giro (171º assoluto) del Draft NFL 2014 dai Miami Dolphins. Al college giocò a football all'Università del Montana.

## Carriera professionistica

### Miami Dolphins
Tripp fu scelto nel corso del quinto giro del Draft 2014 dai Miami Dolphins. Debuttò come professionista subentrando nella gara della settimana 4 contro gli Oakland Raiders, mettendo a segno 2 tackle. La sua prima stagione si chiuse con 3 tackle in 13 presenze.